# Борисенки (Угранский район)
Борисенки — Деревня в Угранском районе Смоленской области России. Входит в состав Слободского сельского поселения.
Расположена в юго-восточной части области в 36 км к северо-востоку от Угры, в 8 км севернее автодороги Р132 Вязьма — Калуга — Тула — Рязань, на берегу реки Буславка. В 32 км к западу от деревни находится железнодорожная станция О.п. 37-й км на линии Торжок-Брянск.

## История
В годы Великой Отечественной войны деревня была оккупирована гитлеровскими войсками в октябре 1941 года, освобождена в марте 1943 года.